# Bălcești
Bălcești est une ville roumaine située dans le județ de Vâlcea.